# Altes Lager (Niedergörsdorf)

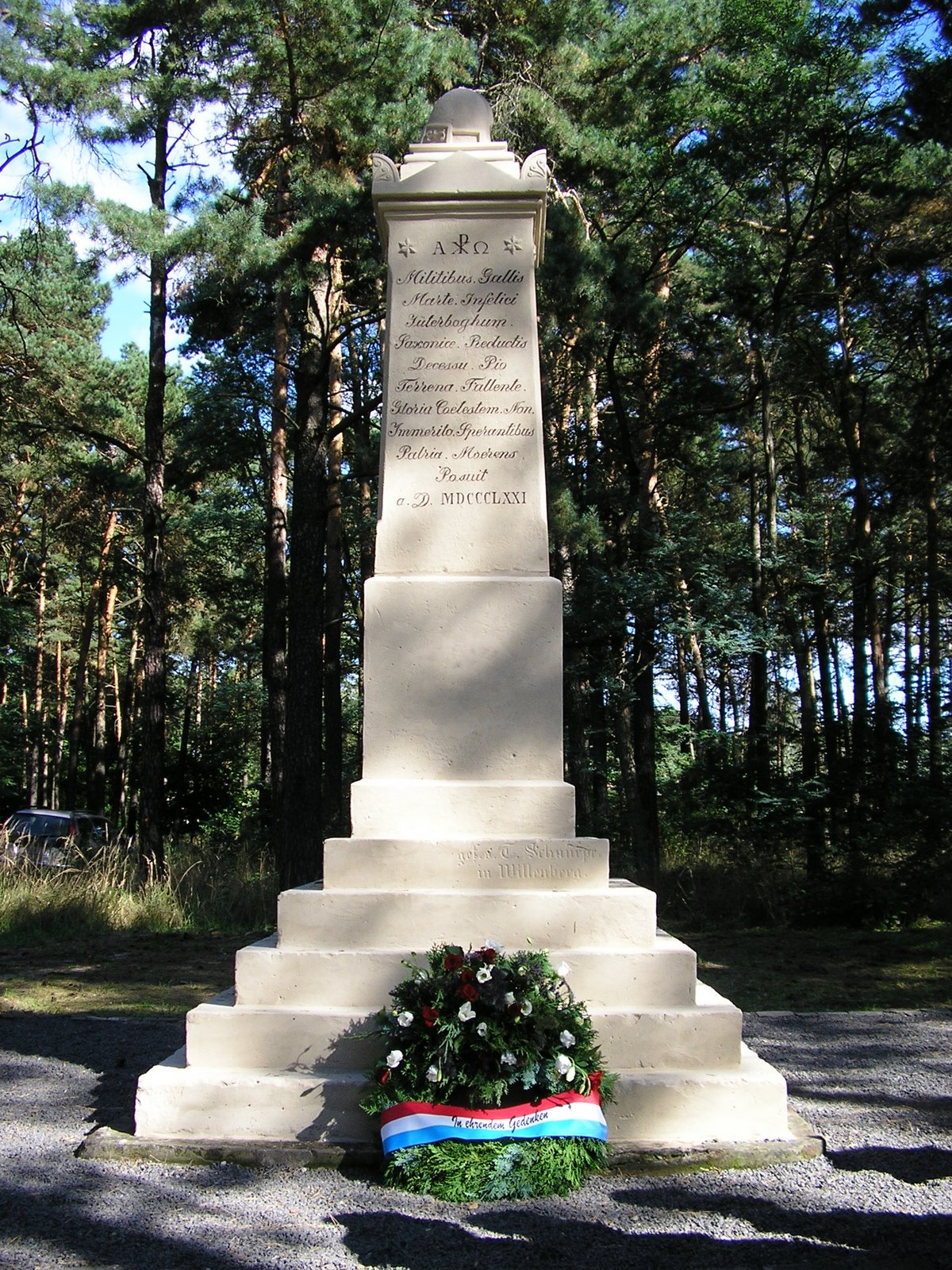
Gründungsdokument von Altes Lager: so genanntes Franzosendenkmal von 1871

Altes Lager ist ein Ortsteil der Gemeinde Niedergörsdorf im Landkreis Teltow-Fläming in Brandenburg (Deutschland).

## Geschichte
Als Gründungsdatum gilt der 7. Oktober 1870, als das preußische Militär insgesamt 20 Hektar Land vom Dorf Zinna kaufte, um dort Baracken zu errichten. Das Militär brachte dort insgesamt rund 9.000 französische Kriegsgefangene aus dem Deutsch-Französischen Krieg unter. Sie wurden zur Zwangsarbeit beim Ausbau des seit 1864 existierenden Schießplatzes herangezogen. Nach dem Bau eines zweiten Barackenlagers für die Jüterboger Artillerieschule wurde es zunächst als Lager 1 bezeichnet. Später bürgerten sich die Begriffe „Altes Lager“ und „Neues Lager“ für die beiden Militärsiedlungen ein, die wie Jüterbog 2 zum Militär-Gutsbezirk Schießplatz Jüterbog gehörten. Viele der Zwangsarbeiter starben und wurden zunächst auf einem als Franzosenfriedhof genannten Friedhof in der Nähe der Munitionsanstalt beigesetzt. Dort errichtete 1871 der Steinmetz Schnürpel ein Kriegerdenkmal.
Im Ersten Weltkrieg entstand 1916 auf der Gemarkung der Flugplatz Altes Lager ein Zentralluftschiffhafen mit chemischer Fabrik und Luftschifferkaserne. Nach dem Ende des Krieges wurden die Anlagen demontiert und die Hallen abgerissen. In der Zeit des Nationalsozialismus hatten Rechtsreferendare von 1933 bis 1939 einen Ausbildungsabschnitt zentral im eigens hierfür auf dem Gelände des Neuen Lagers eingerichteten, nach dem nationalsozialistischen Politiker Hanns Kerrl benannten Gemeinschaftslager „Hanns Kerrl“ abzuleisten. Schätzungsweise rund 20.000 junge Juristen, darunter auch Sebastian Haffner und Karl Carstens, mussten als Pflichtprogramm während ihrer Ausbildung hieran teilnehmen und wurden acht Wochen lang im Sinne der nationalsozialistischen Ideologie geschult. Ebenfalls in der Zeit des Nationalsozialismus entstanden im Jahr 1933 ein Fliegerhorst, eine fliegertechnische Schule sowie ein Luftzeugamt. Dieses Amt wurde am 20. April 1945 von der Roten Armee eingenommen und für eigene Zwecke genutzt. Am 15. September 1946 wählten die Einwohner einen eigenen Gemeinderat, wodurch eine selbständige Gemeinde mit dem Namen Altes Lager begründet wurde. Durch die umfangreiche Sowjetgarnison lag der deutsche Ort bis Anfang der 1990er Jahre inmitten des militärischen Sperrgebietes.
Der aufgegebene Militärflugplatz wurde 1999 vom Drachenflieger-Club Berlin e. V. (ca. 200 Mitglieder) gekauft. Er erhielt die Zulassung als Sonderlandeplatz für Hängegleiter, Gleitschirme und Ultraleichtflugzeuge. Der Platz ist außerdem Schleppzentrum Ost des Deutschen Hängegleiterverbands e. V. Hier finden alljährlich im Sommer Wettbewerbe der Drachen- und Gleitschirmflieger mit internationaler Beteiligung statt. Außerdem ist hier die Flugschule „Flymagic“ (Inhaber Martin Ackermann) beheimatet. Sie bildet jährlich ca. 150 Gleitschirm- und ca. 60 Hängegleiterpiloten aus.
Am 31. Dezember 1997 wurde die Gemeinde nach Niedergörsdorf eingemeindet.
1994 entdeckten Historiker auf dem Gelände der Munitionsanstalt den 1871 aufgestellten Obelisken und versetzten ihn 2004 in Abstimmung mit der Denkmalschutzbehörde an die Kastanienallee, die vom Bahnhof aus in südlicher Richtung durch den Ort verläuft. Gegenüber befindet sich das Kulturzentrum Das Haus sowie das Garnisonsgeschichtsmuseum. Das Denkmal wurde gereinigt und instand gesetzt. Dabei wurde auch die lateinische Inschrift wieder sichtbar gemacht. Die Übersetzung lautet: „Den durch das Kriegsunglück aus Sachsen nach Jüterbog geführten französischen Soldaten, die sich durch ihren Tod anstelle von irdischem Gewinn nicht unverdientermaßen himmlischen Ruhm erhofften, hat das trauernde Vaterland diesen Stein im Jahre 1871 errichtet“. Ein Restaurator ersetzte fehlende Teile und fertigte aus Sandstein einen Helm, der auf der Spitze des Denkmals platziert wurde. Am 13. September 2008 wurde der Obelisk anlässlich des Tag des offenen Denkmals der Öffentlichkeit präsentiert.

## Sehenswürdigkeiten

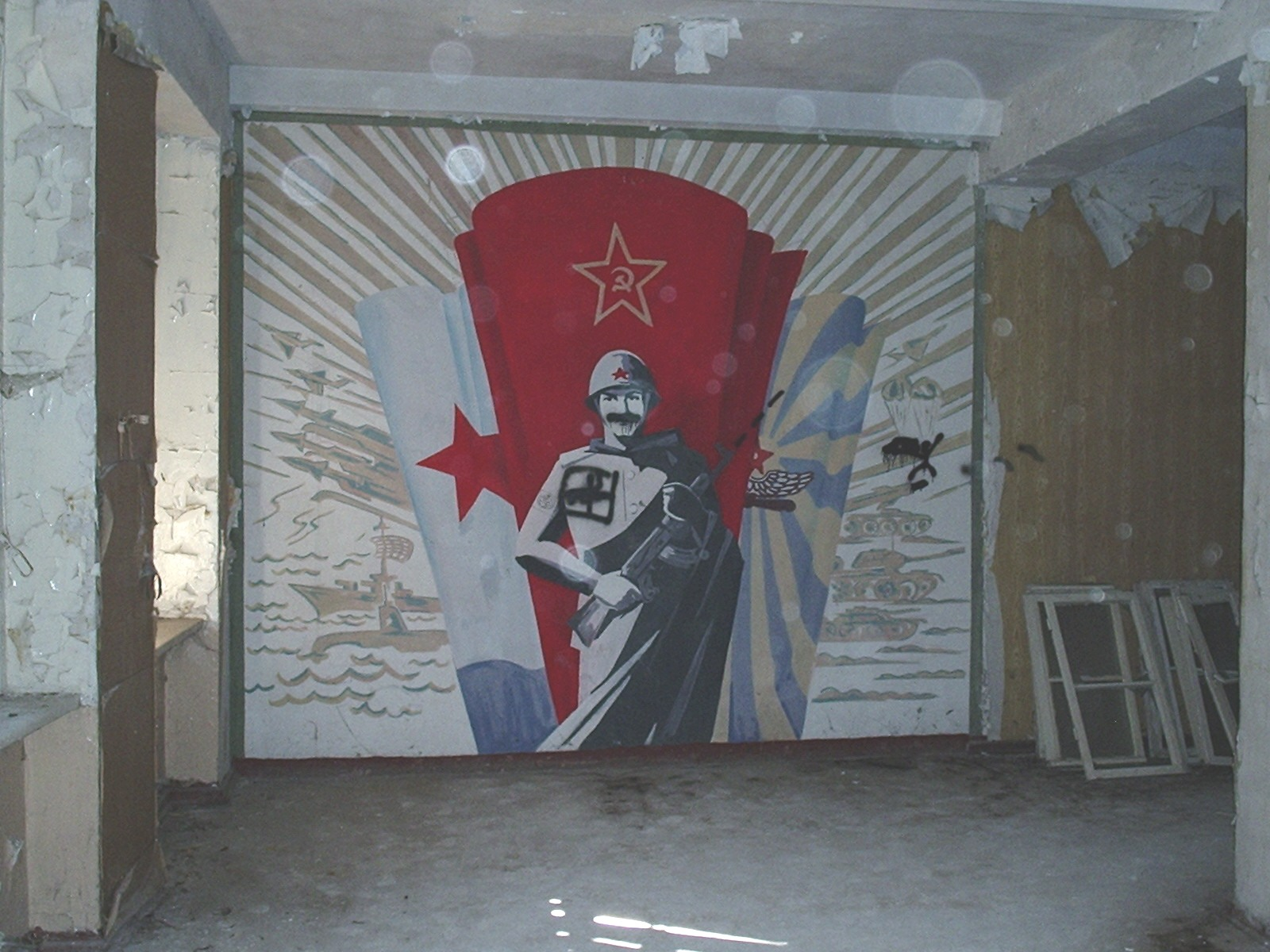
Wandmalerei im Alten Lager

Die Kasernenanlage Altes Lager, die Höhere Fliegertechnische Schule sowie der Hangar- und Werftbereich stehen unter Denkmalschutz.

## Kultur
1996 eröffnete im ehemaligen Offizierskasino das Kulturzentrum DAS HAUS. Seit dieser Zeit finden dort Konzerte, Kabaretts, Lesungen, Seniorennachmittage, Theaterprojekte und weitere kulturelle Veranstaltungen statt. Zum Kulturzentrum gehören eine Touristeninformation, eine Ferienunterkunft sowie eine Dauerausstellung zur Entstehung und Entwicklung des Ortes.

## In den Medien
Einer breiteren Öffentlichkeit wurde der Ortsteil durch Ausstrahlung der RTL-II-Doku-Soap Hartz und herzlich mit Sendeterminen ab Oktober 2019 bekannt.
Von 1991 bis 1994 drehten Eduard Schreiber und Regine Kühn eine Langzeitbeobachtung über den Abzug der russischen Streitkräfte aus Altes Lager: Lange nach der Schlacht. Das Ende einer Besatzung. Der Film mit einer Länge von 214 Minuten hatte seine Premiere auf der Berlinale im Februar 1996 und lief danach auf vielen internationalen Festivals.

## Verkehr
Der Haltepunkt Altes Lager befindet sich an der Bahnstrecke Jüterbog–Nauen.